# 庄荣文
庄荣文（1961年2月22日—），男，汉族，福建泉州人。1987年6月加入中国共产党。1989年毕业于河海大学水力学与河流动力学专业。获得工学博士学位，1992年获得高级工程师职称。2015年8月任中央网络安全和信息化委员会办公室副主任，2018年7月起任中央网信办主任。
因习近平在福建省工作期間，庄荣文曾在習近平下屬工作，被外界廣泛認為是习近平派系閩江新軍成員之一 。

## 工作经历

### 福建省
历任福建省池潭水电厂技术员；河海大学教师；福建省工程咨询总公司业务部工程师、高级工程师，业务部副主任、主任；厦门市海沧投资区建设局副局长（挂职）；福建省计划委员会工业处处长、能源处处长；福建省计划委员会副主任、党组成员；中国长江三峡工程开发总公司工程建设部副主任兼工程建设部机电安装项目部副主任，长江投资发展有限责任公司副总经理（挂职）；福建省发展改革委员会副主任、党组成员；福建省科技厅副厅长、厅长、党组书记。

### 国侨办
2010年12月，任国务院侨务办公室经济科技司司长。
2014年6月，任国务院侨务办公室副主任、党组成员。

### 网信办
2015年8月，任中央网信办、国家网信办副主任。
2018年4月，任中共中央宣传部副部长、国家新闻出版署（国家版权局）署长（局长）。
2018年7月，任中共中央宣传部副部长、中央网络安全和信息化委员会办公室主任、国务院新闻办公室副主任。
2018年8月，国务院任命其为国家互联网信息办公室主任，并免去其国家版权局局长暨国家新闻出版署署长职务。